# Южный (Екатеринбург)
Ю́жный — один из жилых районов города Екатеринбурга. Расположен к югу от центра города, в Ленинском, Чкаловском и Октябрьском административных районах. На юге граничит с жилым районом «Ботанический», на западе — с жилым районом «Юго-Западный», на северо-востоке — с микрорайоном «Парковый», на востоке — с Центральным парком Культуры и Отдыха. Ограничен улицами Академика Шварца на юге, Московской улицей — на западе, Большакова — на севере и берегом реки Исеть — на востоке. Юго-западную часть территории жилого района занимает Ботанический сад УРО-РАН.

## Инфраструктура
Застроен типовыми 5-, 9-, 12-, 16-этажными домами, а также новыми монолитными высотными домами (до 26 этажей). Также на территории жилого района расположены детские сады и школы.
На территории района в границах улиц Московская — Щорса — 8 Марта — Авиационная ведётся активное строительство микрорайона «Юг-Центр», ранее имевшего частную одноэтажную застройку. Микрорайон рассчитан на несколько тысяч жителей. Также ведётся строительство нескольких многоэтажных жилых комплексов на улицах Юлиуса Фучика, Белинского и по переулку Артельный.

## Транспорт
В район проведена 1-я ветка екатеринбургского метрополитена. В 2011 году построена станция метро  «Ботаническая», в следующем году сдана станция  «Чкаловская».